# ピエール・ボナール
ピエール・ボナール（Pierre Bonnard, 1867年10月3日 - 1947年1月23日）は、ナビ派に分類される、19世紀から20世紀に活動したフランスの画家。
ポスト印象派とモダンアートの中間点に位置する画家のひとりで、版画やポスターにも優れた作品を残している。裸婦を描いたものも多い。また、ボナールは一派の画家（ナビ派）の中でも最も日本美術（ジャポニスム）の影響を強く受け、「ナビ・ジャポナール」（日本かぶれのナビ、日本的なナビ）と呼ばれた。ボナールは室内情景などの身近な題材を好んで描いたことから、エドゥアール・ヴュイヤールと共にアンティミスト（親密派）と呼ばれている。

## 経歴
1867年、陸軍省の役人の息子としてオー＝ド＝セーヌ県・フォントネー＝オー＝ローズに生まれた。1887年、大学の法学部に入学し、1888年には弁護士資格を取得した。彼は、その傍らアカデミー・ジュリアンに通い、ポール・セリュジエやモーリス・ドニと出会っている。1888年にはセリュジエを中心に、後にナビ派と呼ばれることになる画家グループを結成した（「ナビ」は「預言者」の意）。　1889年エコール・デ・ボザール（官立美術学校）に入り、ヴュイヤールと知り合う。1890年、ボナールはエコール・デ・ボザールで開催された日本美術展を見て感銘を受け、以後の作品には日本絵画の影響が見られる。

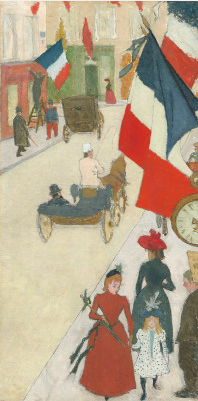
バスティーユの日のパルマ通り

1893年（1894年とも）、後にボナールの妻となる女性、マリア・ブールサン（通称マルト）と出会う。これ以降のボナールの作品に描かれる女性はほとんどがマルトをモデルにしている。マルトという女性は、病弱な上に神経症の気味があり、また、異常なまでの入浴好きで、一日のかなりの時間を浴室で過ごしていたと言われる。実際、ボナールがマルトを描いた絵は、浴室の情景を表したものが多い。
ボナールの絵の平面的、装飾的な構成にはセザンヌの影響と共に日本絵画の影響が見られる。一部の作品に見られる極端に縦長の画面は東洋の掛軸の影響と思われ、人物やテーブルなどの主要なモチーフが画面の端で断ち切られた構図は、伝統的な西洋美術には見られないもので、浮世絵版画の影響と思われる。ボナールの画面は1900年頃からそれまでの茶系を主調とした地味なものから、暖色を主調にした華やかな色彩に変化する。ボナールの華麗な色彩表現は、印象派とも日本の版画とも一線を画す、彼独自のものである。
ボナールは病弱なマルトの転地療養のためもあり、1912年にはパリ西郊ヴェルノン、1925年には南仏ル・カネに家を構え、これらの土地でもっぱら庭の風景、室内情景、静物などの身近な題材を描いた。1947年、ル・カネで没した。

## 作品
- ドフィネ地方の教会堂（1888頃、池田20世紀美術館）
- アンドレ・ボナール嬢の肖像　画家の妹(1890、愛媛県美術館)
- 座る娘と兎 (1891,国立西洋美術館)
- 白い猫（1894, オルセー美術館）[1]
- 灯下(1899、ブリヂストン美術館)
- 洪水の後（c1906、池田20世紀美術館）
- 浴室の裸婦（1907,新潟市美術館）
- 逆光の裸婦 (1908,ベルギー王立美術館)
- 欄干の猫 (1909,大原美術館)
- 葡萄を持つ女（1911、宮崎県立美術館）
- 室内の裸婦（1912頃,笠間日動美術館）
- 田園の食堂（1913,ミネアポリス美術館）
- にぎやかな風景（c1913、愛知県美術館）
- 働く人々 (1916-20,国立西洋美術館)
- 開いた窓 (1921,フィリップス・コレクション)
- 南フランスのテラス (1925,個人蔵)
- ヴェルノン付近の風景（1929、石橋財団ブリヂストン美術館）
- ル・カネの食堂（1932, オルセー美術館）[1]
- 朝食（1934,村内美術館）
- 食卓と庭（1934、グッゲンハイム美術館）
- 食卓の一隅（1935、ポンピドゥー・センター内国立近代美術館）
- 入浴する裸婦 (1936、パリ市立近代美術館)
- 裸婦 (1936,サンパウロ美術館)
- ヴェルノンのテラス（1920-39、メトロポリタン美術館）
- 浴槽の裸婦と子犬 (1941-46,カーネギー美術館)

## ギャラリー
- 自画像 (c.1889)
- 「デサーテッド通りの2匹の犬」(1894)
- 「白い猫」（1894）
- 「手紙」 (c.1906)
- 「鏡」（1908）
- 「逆光を受ける女」（1908）
- 「手すりの上の猫」 (1909)
- 「田舎の食堂」 (1913)
- 「源」 (1916-17)
- 「ベルネーム＝ジューヌ家の兄弟」 (1920)
- 「自画像」 (1945)
- 「猫と二人の女」

## ボナールを題材とした作品
- 画家ボナール ピエールとマルト（原題：Bonnard, Pierre et Marthe） - 2023年のフランス映画（日本公開は2024年）。監督：マルタン・プロヴォ（フランス語版、英語版）。